# إنجل هارت
إنجل هارت (باليابانية: エンジェル・ハート، بالروماجي: Enjeru Hāto) (بالإنجليزية: Angel Heart)‏ هي سلسلة مانغا يابانية من تأليف ورسم تسوكاسا هوجو، نشرت من قبل شينتشوشا [الإنجليزية] في مجلة كوميك بانتش الأسبوعية [الإنجليزية]، في 15 مايو عام 2001 حتى 27 أغسطس عام 2010، ثم أنتقلت إلى مجلة كوميك زينون الشهرية ‏، تحت اسم Angel Heart: 2nd Season. أنتجت إلى أنمي تلفزيوني من قبل استوديو طوكيو موفي شينشا، عرض الأنمي في 3 أكتوبر عام 2005 واستمر عرضه حتى 25 سبتمبر عام 2006، وتكون من 50 حلقة.

## القصة
تدور أحداث القصة عن شيانغ ينغ هي قاتلة تايوانية شابة تسمى إنجل هارت، تنتحرت بالقفز من مبنى وتسقط على سياج حديدي وتصاب بطعنة في قلبها، يتم إنقاذ حياتها عن طريق زرع قلب. خلال فترة تعافيها بدأت تراودها أحلام غريبة قادتها إلى اليابان للبحث عن المتبرع لها بالقلب.

## الشخصيات

### الشخصيات الرئيسية
شيانغ ينغ (باليابانية: 香瑩، بالروماجي: Shan'in)
أداء صوتي: ماو كاواساكي
ريو سايبا (باليابانية: 冴羽 獠، بالروماجي: Saeba Ryō)
أداء صوتي: أكيرا كاميا
كاوري ماكيمورا (باليابانية: 槇村 香، بالروماجي: Makimura Kaori)
أداء صوتي: كازوي إيكورا
أوميبوزو 海坊主 (Umibozu)
أداء صوتي: تيشو غيندا
سايكو نوغامي (باليابانية: 野上 冴子، بالروماجي: Nogami Saeko)
أداء صوتي: يوكو أساغامي
ليو شين هونغ (باليابانية: 劉 信宏، بالروماجي: Liu Xin-Hong)
أداء صوتي: تشيهيرو سوزوكي

## وصلات خارجية
- الموقع الرسمي باللغة اليابانية
- إنجل هارت على موقع Silent Manga Audition Committee
- إنجل هارت على موقع ANN manga (الإنجليزية)